# Norbert Kampe
Norbert Kampe (* 27. Dezember 1948 in Berlin) ist ein deutscher Historiker und Gedenkstättenleiter.

## Leben
Kampe nahm nach seinem Abitur 1969 ein Lehramts-Studium der Geschichte, Germanistik, Politische Wissenschaft und Erziehungswissenschaft an der Freien Universität Berlin auf. Er absolvierte das erste und zweite Staatsexamen für das Lehramt an Gymnasien in Deutsch und Geschichte; von 1978 bis 1980 war er als Referendar im Berliner Schuldienst tätig. Von 1980 bis 1982 erhielt er ein Promotionsstipendium und wurde 1983 mit einer Arbeit zum Thema Studenten und „Judenfrage“ im Deutschen Kaiserreich promoviert; anschließend arbeitete er bis 1988 als Wissenschaftlicher Mitarbeiter am Zentrum für Antisemitismusforschung der TU Berlin.
Von 1990 bis 1996 war er als Wissenschaftlicher Mitarbeiter im Archiv der Berliner Akademie der Künste tätig, wo er die EDV-Erschließung der Archivbestände und der etwa 3000 Akten der Preußischen Akademie der Künste leitete. 1993 wurde er Stellvertreter des Archivdirektors und übernahm dann die Leitung der Abteilung Historisches Verwaltungsarchiv. Von August 1996 bis April 2014 war er Direktor der Gedenk- und Bildungsstätte Haus der Wannsee-Konferenz.
Ein Schwerpunkt seiner Arbeit ist der Antisemitismus im akademischen Bereich, auch die Geschichte jüdischer Studenten und Akademiker.

## Veröffentlichungen (Auswahl)
- Norbert Kampe, Peter Klein (Hrsg.): Die Wannsee-Konferenz am 20. Januar 1942: Dokumente, Forschungsstand, Kontroversen, Böhlau-Verlag, Köln, Weimar, Wien 2013, ISBN 978-3-412-21070-0.
- (Hrsg.): Die Wannsee-Konferenz und der Völkermord an den europäischen Juden: Katalog der ständigen Ausstellung – Gedenk- und Bildungsstätte Haus der Wannsee-Konferenz. Berlin 2006.
- Studenten und »Judenfrage« im Deutschen Kaiserreich. Die Entstehung einer akademischen Trägerschicht des Antisemitismus, Vandenhoeck u. Ruprecht, Göttingen 1988, (= Kritische Studien zur Geschichtswissenschaft. Band 76), (zugleich: Dissertation TU Berlin 1983). Digital
- Herbert A. Strauss, Norbert Kampe (Hrsg.): Antisemitismus – Von der Judenfeindschaft zum Holocaust. Bonn 1984.